# Commenailles
Commenailles est une commune française située dans le département du Jura, dans la région culturelle et historique de Franche-Comté et la région administrative Bourgogne-Franche-Comté. 
Ses habitants se nomment les Commenaillais et Commenaillaises.

## Géographie
Commenailles fait partie de la Bresse jurassienne.

### Climat
Pour des articles plus généraux, voir Climat de la Bourgogne-Franche-Comté et Climat du département du Jura.
En 2010, le climat de la commune est de type climat des marges montargnardes, selon une étude du Centre national de la recherche scientifique s'appuyant sur une série de données couvrant la période 1971-2000. En 2020, Météo-France publie une typologie des climats de la France métropolitaine dans laquelle la commune est exposée à un climat semi-continental et est dans une zone de transition entre les régions climatiques « Bourgogne, vallée de la Saône » et « Jura ». 
Pour la période 1971-2000, la température annuelle moyenne est de 10,7 °C, avec une amplitude thermique annuelle de 17,3 °C. Le cumul annuel moyen de précipitations est de 1 057 mm, avec 12,3 jours de précipitations en janvier et 8,6 jours en juillet. Pour la période 1991-2020, la température moyenne annuelle observée sur la station météorologique de Météo-France la plus proche, « Lombard », sur la commune de Lombard à 5 km à vol d'oiseau, est de 12,1 °C et le cumul annuel moyen de précipitations est de 1 128,6 mm. 
La température maximale relevée sur cette station est de 39,5 °C, atteinte le 24 juillet 2019 ; la température minimale est de −16,5 °C, atteinte le 5 février 2012,,. 
Les paramètres climatiques de la commune ont été estimés pour le milieu du siècle (2041-2070) selon différents scénarios d'émission de gaz à effet de serre à partir des nouvelles projections climatiques de référence DRIAS-2020. Ils sont consultables sur un site dédié publié par Météo-France en novembre 2022.

## Urbanisme

### Typologie
Au 1er janvier 2024, Commenailles est catégorisée commune rurale à habitat dispersé, selon la nouvelle grille communale de densité à sept niveaux définie par l'Insee en 2022.
Elle est située hors unité urbaine. Par ailleurs la commune fait partie de l'aire d'attraction de Lons-le-Saunier, dont elle est une commune de la couronne,. Cette aire, qui regroupe 139 communes, est catégorisée dans les aires de 50 000 à moins de 200 000 habitants,.

### Occupation des sols
L'occupation des sols de la commune, telle qu'elle ressort de la base de données européenne d’occupation biophysique des sols Corine Land Cover (CLC), est marquée par l'importance des territoires agricoles (56,6 % en 2018), une proportion sensiblement équivalente à celle de 1990 (57,2 %). La répartition détaillée en 2018 est la suivante : 
zones agricoles hétérogènes (47,5 %), forêts (39,1 %), terres arables (6,9 %), zones urbanisées (2,6 %), prairies (2,2 %), eaux continentales (1,2 %), milieux à végétation arbustive et/ou herbacée (0,4 %). L'évolution de l’occupation des sols de la commune et de ses infrastructures peut être observée sur les différentes représentations cartographiques du territoire : la carte de Cassini (XVIIIe siècle), la carte d'état-major (1820-1866) et les cartes ou photos aériennes de l'IGN pour la période actuelle (1950 à aujourd'hui).

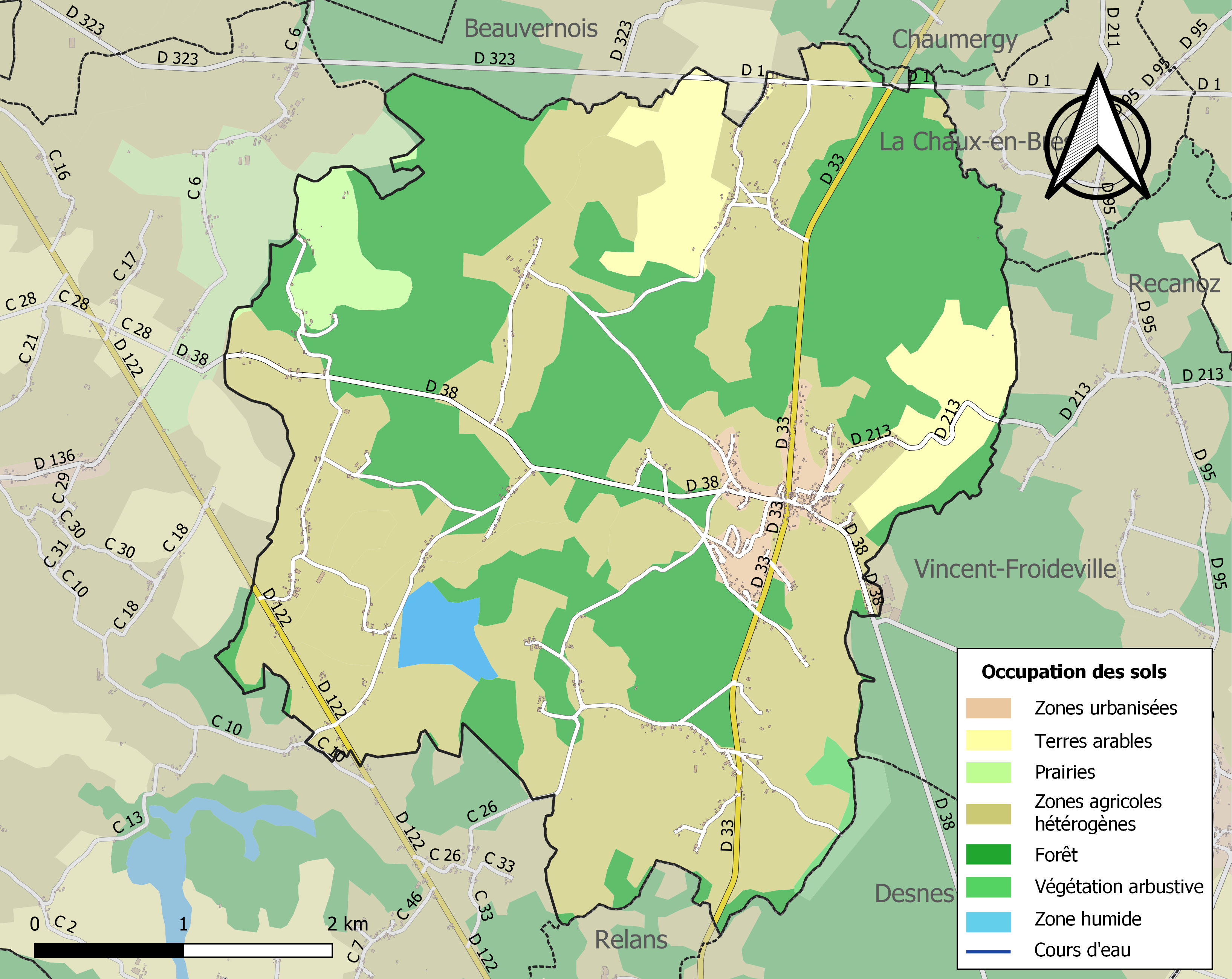
Carte des infrastructures et de l'occupation des sols de la commune en 2018 (CLC).

## Politique et administration

### Tendances politiques et résultats

#### Élections Présidentielles
Le village de Commenailles place en tête à l'issue du premier tour de l'élection présidentielle française de 2017, Marine Le Pen (RN) avec 31,51 % des suffrages. Mais lors du second tour, Emmanuel Macron (LaREM) est en tête avec 53,93 %.

#### Élections Régionales
Le village de Commenailles place la liste "Notre Région Par Cœur" menée par Marie-Guite Dufay, présidente sortante (PS) en tête, dès le 1er tour des élections régionales de 2021 en Bourgogne-Franche-Comté, avec 32,03 % des suffrages. Lors du second tour, les habitants décideront de placer de nouveau la liste de "Notre Région Par Cœur" menée par Marie-Guite Dufay, présidente sortante (PS) en tête, avec cette fois-ci, près de 51,95 % des suffrages. Devant les autres listes menées par Julien Odoul (RN) en seconde position avec 25,97 %, Gilles Platret (LR), troisième avec 17,32 % et en dernière position celle de Denis Thuriot (LaREM) avec 4,76 %. Il est important de souligner une abstention record lors de cette élection qui n'ont pas épargné le village de Commenailles avec lors du premier tour 59,77 % d'abstention et au second, 60,98 %.

#### Élections Départementales
Le village de Commenailles faisant partie du Canton de Bletterans place le binôme de Philippe Antoine (LaREM) et Danielle Brulebois (LaREM), en tête, dès le 1er tour des élections départementales de 2021 dans le Jura, avec 64,38 % des suffrages. Lors du second tour, les habitants décideront de placer de nouveau le binôme de Philippe Antoine (LaREM) et Danielle Brulebois (LaREM), en tête, avec cette fois-ci, près de 74,78 % des suffrages. Devant l'autre binôme menée par Josiane Hoellard (RN) et Michel Seuret (RN) qui obtient 25,22 %. Il est important de souligner une abstention record lors de cette élection qui n'ont pas épargné le village de Commenailles avec lors du premier tour 59,77 % d'abstention et au second, 60,98 %.

### Liste des maires de Commenailles
| Période   | Période  | Identité          | Étiquette | Qualité                                         |
| --------- | -------- | ----------------- | --------- | ----------------------------------------------- |
| mars 2001 | En cours | Jean-Louis Maitre | PS        | Retraité Président de la Communauté de Communes |

## Démographie
L'évolution du nombre d'habitants est connue à travers les recensements de la population effectués dans la commune depuis 1793. Pour les communes de moins de 10 000 habitants, une enquête de recensement portant sur toute la population est réalisée tous les cinq ans, les populations de référence des années intermédiaires étant quant à elles estimées par interpolation ou extrapolation. Pour la commune, le premier recensement exhaustif entrant dans le cadre du nouveau dispositif a été réalisé en 2007.

En 2022, la commune comptait 900 habitants, en évolution de +3,57 % par rapport à 2016 (Jura : −0,81 %, France hors Mayotte : +2,11 %).
| 1793  | 1800  | 1806  | 1821  | 1831  | 1836  | 1841  | 1846  | 1851  |
| ----- | ----- | ----- | ----- | ----- | ----- | ----- | ----- | ----- |
| 1 100 | 1 218 | 1 183 | 1 107 | 1 171 | 1 236 | 1 270 | 1 254 | 1 252 |

| 1856  | 1861  | 1866  | 1872  | 1876  | 1881  | 1886  | 1891  | 1896  |
| ----- | ----- | ----- | ----- | ----- | ----- | ----- | ----- | ----- |
| 1 226 | 1 159 | 1 099 | 1 161 | 1 259 | 1 198 | 1 156 | 1 185 | 1 155 |

| 1901  | 1906  | 1911  | 1921  | 1926  | 1931 | 1936  | 1946 | 1954 |
| ----- | ----- | ----- | ----- | ----- | ---- | ----- | ---- | ---- |
| 1 128 | 1 143 | 1 130 | 1 085 | 1 080 | 999  | 1 015 | 901  | 825  |

| 1962 | 1968 | 1975 | 1982 | 1990 | 1999 | 2006 | 2007 | 2012 |
| ---- | ---- | ---- | ---- | ---- | ---- | ---- | ---- | ---- |
| 710  | 687  | 608  | 662  | 688  | 720  | 743  | 746  | 818  |

| 2017 | 2022 | - | - | - | - | - | - | - |
| ---- | ---- | - | - | - | - | - | - | - |
| 890  | 900  | - | - | - | - | - | - | - |

## Lieux et monuments

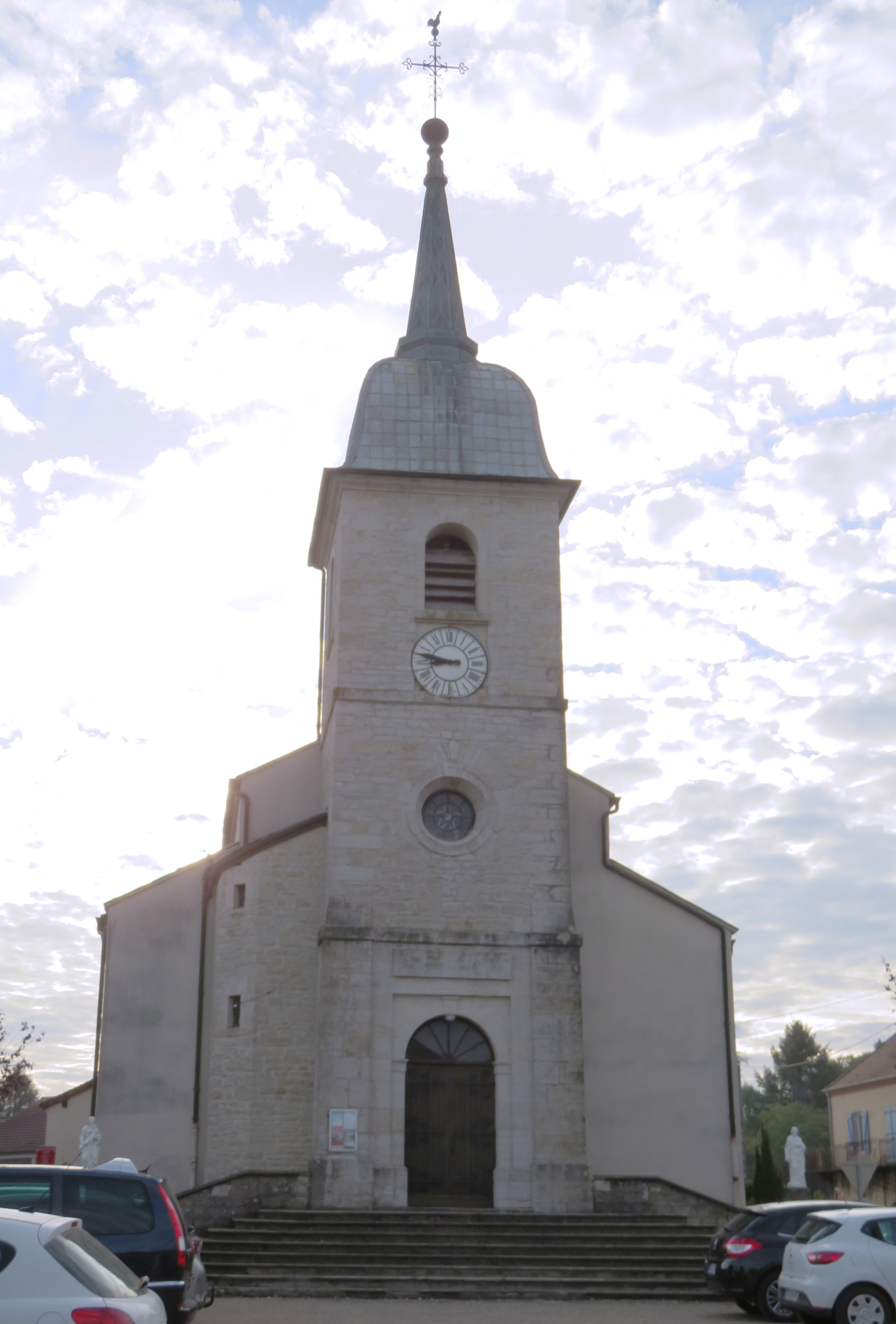
L’église Sainte-Marie-Madeleine en 2017.

- L’église Sainte-Marie-Madeleine en 2017.Château (XVIIe s), à la sortie du village, et dont le parc est inscrit à l'IGPC depuis 1987[20];
- Église Sainte-Marie-Madeleine (XVIIIe s), sur la place du village;
- Ancienne tuilerie, puis ferme, aujourd'hui maison (XIXe s), au lieu-dit "le Vernois", inscrite à l'IGPC depuis 1988[21];
- Scierie (XXe s), au lieu-dit "l'Argillois", inscrite à l'IGPC depuis 1988[22];
- Tuilerie (XXe s), au lieu-dit "la Tuilerie", inscrite à l'IGPC depuis 1989[23].

## Personnalités liées à la commune
- Pierre Michelin (1876-1952), général de corps d'armée, né à Commenailles.